# オートクレール
オートクレール（フランス語: Hauteclaire, haute + claire 「高く清らか」または「いとも清き」を意味する）[注 a][注 b]は、シャルルマーニュ伝説に登場する騎士（パラディン）オリヴィエの剣。11世紀古フランス語の武勲詩『ロランの歌』やその他の武勲詩、それらの翻訳・翻案作品に登場する。

## ロランの歌
『ロランの歌』では、ロランの盟友オリヴィエの剣として言及されている。鍔金は金、柄は水晶で飾られていたと描かれている。

## ジラール・ド・ヴィエンヌ
12世紀末（1180年頃）成立の武勲詩『ジラール・ド・ヴィエンヌ』（ベルトラン・ド・バール゠シュル゠オーブ作）にオリヴィエが入手したいきさつが語られる。
ジラールと言う題名主人公は、ヴィエンヌ男爵で、ガラン・ド・モングラーヌの末子、すなわちオリヴィエの叔父である。ジラールとシャルル王との諍いが戦闘、ヴィエンヌ攻城戦に発展するが、それぞれの甥（ロラン対オリヴィエ）の一騎討ちで決着をつけると決まり、装束にも整えられて試合はおこなわれる。
オリヴィエは剣が折れ、決闘を中断して、代わりの剣をヴィエンヌ領に求める。するとヨアヒムというユダヤ人は、名剣（じつはオリヴィエの祖先のものだった、いわば家宝の剣）を返上する。その昔ミュニフィカン（Munificans）が鍛えた作で、（架空の）ローマ皇帝クロザモン (Closamont)発注 の剣であったが、幾人かの手を経てオリヴィエの下に渡ってきた：剣はいちど失われていたが、大鎌の刈り手が見つけ、教皇の宝庫に収められたのを、ピピンが奪い戴冠式で佩き、その後ブ―ヴォン公爵（ブ―ヴ公爵）に下賜し、（ヴィエンヌの地元の）ユダヤ人が買い取たのだ。
ちなみにブ―ヴォン公爵（あご髭のブ―ヴ公爵）もオリヴィエの祖先だった。
イタリアの翻案では、内容や設定を変えてオリヴィエに伝わった来歴が説明される（ § アンドレア・ダ・バルベリーノ参照）。

### ユーゴーによる翻案
ヴィクトル・ユーゴーの作品『ローランの結婚』（le Mariage de Roland, 『諸世紀の伝説』所収、1859年）は『ジラール・ド・ヴィエンヌ』の翻案作品であるが、そこでは剣名がクロザモン（Closamont）であった、と解釈されている。これはアシール・ジュビナル が『ジラール・ド・ヴィエンヌ』を散文訳した際の誤りを踏襲してしまったものと考えられている。

## 他の武勲詩
12世紀末（1170年頃）成立の武勲詩『フィエラブラ』では、主君シャルルマーニュの剣ジョワイユーズや親友ロランの剣デュランダルなどと同じ鍛冶師一族によって鍛えられたとされている。
14世紀末（1398年頃）成立の武勲詩『サラゴサのローラン』ではタリヤプリーマ（Talhaprima, talha + prima, 「最初に切りかかる」を意味する）と呼ばれている。

## 翻訳・翻案作品

### イタリア語圏
イタリア語圏の翻訳・翻案作品では、アルタキアラ（イタリア語: Altachiara, alta 「高く」 + chiara 「清らか」、フランス語名オートクレールの意訳か）、アルタキエラ（Altachiera）などの表記で登場する。
また、イタリアではオリヴィエ（ウリヴィエリ、オリヴィエリ、オリヴィエロ）らモングラ―ナ家の祖先に英雄ブオヴォ・ダントーナ（Buovo d'Antona, 英国・ハンプトンのビーヴィス卿）がいるとされており、かつて先祖のブオヴォが所有した、いわば伝家の宝刀を取り戻したのだとされる（以下詳述）。ブオヴォはオルランドやいとこのリナルドやマラジジ（キアラモンテ家）の祖ともされる。

#### アンドレア・ダ・バルベリーノ
別名（かつての名前）としてキアレンツァ（Chiarenza, chiar + -enza 「清澄さ、輝き」からか）またはクラレンツァ（Clarença）[注 c]、ガスティガ＝フォッリ（Gastiga-folli, gastiga < castiga 「懲らしむ、罰す」 + folli 「愚かな、愚者」からか）があったとされる。
14世紀末（1400年頃）にイタリア語散文で書かれたアンドレア・ダ・バルベリーノの『アスプラモンテ』（L'Aspramonte, 12世紀古フランス語の武勲詩『アスプルモンの歌』を翻案したもの）では、アルタキアラ（Altachiara）の表記で登場する。本作ではアルタキアラがウリヴィエーリ（Ulivieri, ⇒オリヴィエ）の下に来るまでの来歴が語られているが、かつてはランツィロット・ダル・ラーゴ（Lanzilotto dal Lago, ⇒フランス語圏のアーサー王伝説におけるランスロット・デュ・ラック）の剣であり、またブオヴォ・ダントーナ（ハンプトンのビーヴィス卿）の剣でもあったとされている。ランツィロットの下にあったときはガスティガ＝フォッリと呼ばれ、ブオヴォの時代にはキアレンツァと呼ばれていた。ゲラルド（Gherardo, ⇒ジラール・ド・ヴィエンヌ）が、やはりユダヤ人から剣を入手し、アルタキアラと名付けウリヴィエーリに与えた。
アンドレア・ダ・バルベリーノの他の著作『フランス王家』（I Reali di Francia, wikidata）でも、ブオヴォ・ダントーナに関する箇所で、キアレンツァに関する言及がある。

#### 恋するオルランド
15世紀末（1495年）にイタリア語韻文で書かれたボイアルドの『恋するオルランド』でも、アルタキアラ（Altachiara）またはアルタキエラ（Altachiera）の表記で、オリヴィエロ（Oliviero, オリヴィエ）の剣として登場する。

#### 円卓物語
15世紀にイタリア語（中世トスカーナ方言）で書かれたアーサー王物語系の作品『円卓物語』では、円卓の騎士5人の像を後世にシャルルマーニュが発見し、像に携えられていた剣を受け継ぐというエピソードが語られている。ここでもランチアロット（Lancialotto, ⇒ランスロット）の剣をウリヴィエーリ（Ulivieri, ⇒オリヴィエ）が受け継ぎ、アルタクレラ（Altaclera, ⇒オートクレール）と呼ばれた、と語られている。

### ドイツ語圏
ドイツ語圏の作品ではアルテクレーレ（ドイツ語: Alteclere）という表記で登場する。